# Калодес (Вашингтон)
Калодес (англ. Kahlotus) — місто (англ. city) в США, в окрузі Франклін штату Вашингтон. Населення — 147 осіб (2020).

## Географія
Калодес розташований за координатами 46°38′36″ пн. ш. 118°33′23″ зх. д. / 46.64333° пн. ш. 118.55639° зх. д. (46.643447, -118.556409).  За даними Бюро перепису населення США в 2010 році місто мало площу 1,21 км², уся площа — суходіл.

## Демографія
Згідно з переписом 2010 року, у місті мешкали 193 особи в 88 домогосподарствах у складі 56 родин. Густота населення становила 160 осіб/км².  Було 114 помешкання (95/км²).
Расовий склад населення:
| - 90,7 % — білих - 2,6 % — азіатів - 0,5 % — корінних американців - 0,5 % — чорних або афроамериканців - 3,6 % — осіб інших рас |

До двох чи більше рас належало 2,1 %. Частка іспаномовних становила 8,3 % від усіх жителів.
За віковим діапазоном населення розподілялося таким чином: 19,2 % — особи молодші 18 років, 68,4 % — особи у віці 18—64 років, 12,4 % — особи у віці 65 років та старші. Медіана віку мешканця становила 47,8 року. На 100 осіб жіночої статі у місті припадало 116,9 чоловіків;  на 100 жінок у віці від 18 років та старших — 126,1 чоловіків також старших 18 років.
Середній дохід на одне домашнє господарство  становив 50 235 доларів США (медіана — 46 528), а середній дохід на одну сім'ю — 47 286 доларів (медіана — 45 556). За межею бідності перебувало 15,2 % осіб, у тому числі 27,0 % дітей у віці до 18 років та 14,3 % осіб у віці 65 років та старших.
Цивільне працевлаштоване населення становило 94 особи. Основні галузі зайнятості: освіта, охорона здоров'я та соціальна допомога — 27,7 %, публічна адміністрація — 20,2 %, сільське господарство, лісництво, риболовля — 16,0 %.